# Minimale alveoläre Konzentration
Die minimale alveoläre Konzentration (englisch Minimum Alveolar Concentration, Abk.: MAC) ist ein Begriff aus der Anästhesiologie und beschreibt die anästhetische Potenz von Inhalationsnarkotika.
Die allgemein gebräuchliche MAC (MAC50) ist definiert als die alveoläre Konzentration eines Inhalationsnarkotikums, bei der 50 % der Patienten auf einen Hautschnitt nicht mehr (mit Abwehrbewegungen) reagieren („chirurgische MAC“). 
Anders definierte MACs sind die MAC95 (keine Schmerz-Reaktion bei 95 % der Patienten), die MAC EI (keine Abwehrbewegungen bei der endotrachealen Intubation) die MAC BAR (block adrenergic response, keine Reaktionen des sympathischen Nervensystems auf Schmerzreize) und die MAC awake (Konzentration, bei der 50 % der Patienten die Augen öffnen).
Sie wird in Prozent einer Gasmischung angegeben und schwankt je nach Sauerstoffbeimischung. Bei Babys, kleinen Kindern, Fiebernden und Alkoholkranken ist die MAC höher als beim Durchschnittspatienten, während sie bei Schwangeren, im hohen Alter, im Schock, bei Anämie, bei Schilddrüsenunterfunktion (Hypothyreose) und bei gleichzeitiger Anwendung bestimmter Medikamente wie Benzodiazepinen oder Analgetika niedriger ist.